# Nemzeti Bajnokság II 1911–1912
Nemzeti Bajnokság II 1911–1912 sau liga a doua maghiară sezonul 1911-1912, a fost al 12-lea sezon desfășurat în această competiție.

## Istoric și format
Numărul echipelor rurale înregistrate a crescut la 48 la nivel național în acest an. Fără a pretinde a fi exhaustivi, evidențiem doar acele trupe care au ajuns până la NB I după un curs strălucit. În primul rând, zeci de ani mai târziu, CAO a câștigat campionatul Ungariei. În anii dinaintea celui de-al Doilea Război Mondial, Asociația Sportivă Feroviară din Solnoc a primit titlul de „cea mai bună echipă rurală”. Din anii 1950 până la închiderea minelor, CS Tatabania, a fost o prezență constantă în prima divizie și CA Novi Sad, care a jucat și în NB I, s-au alăturat participanților la campionat.

## Districtul de Sud
Districtul de Sud a inaugurat un nou campion. Bácska și-a învins rivala de la Szeged și echipele din celelalte orașe bănățene cu un avantaj semnificativ.
Debutul Chinezului din Timișoara a marcat prima etapă a unei cariere excepționale de mai târziu.
| Poz | Echipă                  | Pld | W  | D | L | GF | GA | GD | Pct |
| --- | ----------------------- | --- | -- | - | - | -- | -- | -- | --- |
| 1   | CA Bacska Subotica      | 18  | 16 | 1 | 1 | =  | =  | =  | 33  |
| 2   | CA Seghedin             | 18  | 13 | 2 | 3 | =  | =  | =  | 28  |
| 3   | AS Subotica             |     |    |   |   | =  | =  |    |     |
| 4   | CA Timișoara            |     |    |   |   | =  | =  |    |     |
| 5   | CA Arad                 |     |    |   |   | =  | =  |    |     |
| 6   | CEF Arad1)              |     |    |   |   | =  | =  |    |     |
| 7   | AS Chinezul Timișoara2) |     |    |   |   | =  | =  |    |     |
| 8   | CA Chichinda Mare3)     |     |    |   |   | =  | =  |    |     |
| 9   | CA Újvidék(Novi Sad)    |     |    |   |   | =  | =  |    |     |
| 10  | AG Arad4)               |     |    |   |   | =  | =  |    |     |

1) Din totalul anului trebuie scăzute 2 puncte de penalizare.
2) Noul său nume este AS Chinezul CFM Timișoara.
3) Nu a început în anul următor.
4) S-a retras în martie 1912.

## Districtul de Est
Au reapărut CFR Simeria și AS Târgu Mureș. După un an, Academia Comercială Cluj - KASK a câștigat cu încredere titlul de campionat. Echipa feroviară din Simeria nu a putut încă să aibă un cuvânt de spus în competiția echipelor de frunte din Cluj.
| Poz | Echipă                          | Pld | W | D | L | GF | GA | GD | Pct |
| --- | ------------------------------- | --- | - | - | - | -- | -- | -- | --- |
| 1   | Academia Comercială Cluj - KASK | 6   | 6 | 0 | 0 | =  | =  | =  | 12  |
| 2   | Club Atletic Cluj               | 6   | 4 | 0 | 2 | =  | =  | =  | 8   |
| 3   | Clubul Gimnastic Cluj - KTC     | 6   | 1 | 0 | 5 | =  | =  | =  | 2   |
| 4   | Clubul Sportiv Feroviar Simeria | 6   | 1 | 0 | 5 | =  | =  | =  | 2   |
| 5   | AS Târgu Mureș1                 | =   | = | = | = | =  | =  | =  | =   |

1) S-a retras.

## Districtul Central
Din cauza conflictelor dintre locuitorii din Miskolc și locuitorii din Kosice, MTE Miskolc și SE Miskolc au fost transferate în acest district în acest an.
În toamnă, Miskolc SE a terminat cu 2 puncte în fața Debrecen TE și cu 3 puncte în fața Nagyvárad AC, dar în primăvară, MSE nu a mers la Debrețin pentru meciul decisiv împotriva DTE, contradicțiile interne au slăbit echipa, ceea ce a dus la desființarea acesteia.
Oradea, care până acum nu era pe harta fotbalului, a intrat cu două echipe, dar Debrecen(cu cele 3 echipe) a mai indicat că fotbalul se răspândește rapid în oraș.
| Poz | Echipă        | Pld | W | D | L | GF | GA | GD  | Pct |
| --- | ------------- | --- | - | - | - | -- | -- | --- | --- |
| 1   | AG Debrețin   | 12  | 9 | 3 | 0 | 71 | 5  | +66 | 21  |
| 2   | CA Oradea     | 12  | 7 | 1 | 4 | 22 | 7  | +18 | 13  |
| 3   | AS Oradea     | 12  | 6 | 0 | 6 | 18 | 40 | -22 | 12  |
| 4   | ASAC Debrețin | 12  | 6 | 1 | 5 | 22 | 23 | -1  | 11  |
| 5   | ASM Debrețin  | 12  | 4 | 1 | 7 | 11 | 66 | -55 | 9   |
| 6   | ASM Miskolc   | 12  | 4 | 1 | 7 | 11 | 66 | -55 | 9   |
| 7   | AS Miskolc1   | 12  | 3 | 0 | 9 | 35 | 8  | -27 | 9   |

1) S-a retras.

## Cea mai bună echipă rurală.

### Calificări:
Academia Comercială Cluj - KASK – CA Bacska Subotica 4:2 (2:1)
Tatabányai Sport Club – Pécs Athletic Club 5:2 (2:2)
Asociatia Sportivă Monori – Asociatia de Gimnastică Debrecen 2:2 (2:0), j.n.

### Semifinale
Academia Comercială Cluj - KASK – Kassai Athletic Club 4:2 (2:1)
Tatabányai Sport Club – Asociatia Sportivă Monori 4:1

### Finala
Tatabányai Sport Club – Academia Comercială Cluj - KASK 9:1 (4:0)
1912. Budapesta; Népsziget, 3.000 de spectatori.
Tatabányai SC: Braun – Vlaczil, Kapitány – Haller, Cseh, Nemes – Szántó, Payer II Jenő, Schaffer Alfréd, Frühwirth, Sárközi. Marcator: Schaffer (4), Payer II (3), Frühwirth (2) 
Campionii raionali au jucat în lunile iulie și august pentru a ajunge în finală. Câștigătorul de anul trecut Kassai AC s-a implicat doar în semifinale.
Academia Comercială Cluj - KASK – CA Bacska Subotica 4:2 (2:1)

## Vezi și
- Liga a 2-a maghiară